# Капрарика ди Лече
Капра̀рика ди Лѐче (на италиански: Caprarica di Lecce, на местен диалект Capràraca, Капрарака) е малко градче и община в Южна Италия, провинция Лече, регион Пулия. Разположено е на 60 m надморска височина. Населението на общината е 2573 души (към 2011 г.).